# Államok vezetőinek listája 2024-ben
Ezen az oldalon a 2024-ben fennálló államok vezetőinek névsora olvasható földrészek, majd országok szerinti bontásban.

## Európa
| Ország                                             | Államfő | Kormányfő |
| -------------------------------------------------- | --- | --- |
| Albánia · köztársaság                              | Bajram Begaj (2022–), lista | Edi Rama (2013–), lista |
| Andorra · parlamentáris társhercegség              | Emmanuel Macron (2017–), lista Joan-Enric Vives i Sicília (2003–), lista Társhercegek listája | Xavier Espot Zamora (2019–), lista |
| Ausztria · szövetségi köztársaság                  | Alexander Van der Bellen (2017–), lista | Karl Nehammer (2021–2025), lista |
| Azerbajdzsán · köztársaság                         | İlham Əliyev (2003–), lista * Nahicseván Anar Ibrahimov (2023–2024) Bahtijar Mammadov (2024–), lista | Ali Asadov (2019–), lista * Nahicseván Sabuhi Mammadov (2020–2024) Dzsejhun Dzsalilov (2024–), lista |
| Belgium · parlamentáris monarchia                  | Fülöp király (2013–) | Alexander De Croo (2020–2025), lista |
| Bosznia-Hercegovina · szövetségi köztársaság       | A háromtagú Elnökség elnöke Željko Komšić (2023–2024) Denis Bečirović (2024) Željka Cvijanović (2024–) * Bosznia-hercegovinai Föderáció Lidija Bradara (2023–), lista * Bosznia-hercegovinai Szerb Köztársaság Milorad Dodik (2022–), lista * Nemzetközi főképviselő Christian Schmidt (2021–) | Borjana Krišto (2023–), lista * Bosznia-hercegovinai Föderáció Nermin Niksić (2023–), lista * Bosznia-hercegovinai Szerb Köztársaság Radovan Visković (2018–), lista |
| Bulgária · köztársaság                             | Rumen Radev (2017–), lista | Nikolaj Denkov (2023–2024) Dimitar Glavcsev (2024), lista |
| Ciprus · köztársaság                               | Níkosz Hrisztodulídisz (2023–), lista · * Észak-Ciprus · Ersin Tatar (2020–), elnök | elnök tölti be a kormányfői pozíciót is · * Észak-Ciprus · Ünal Üstel (2022–), miniszterelnök |
| Csehország · köztársaság                           | Petr Pavel (2023–), lista | Petr Fiala (2021–), lista |
| Dánia · parlamentáris monarchia                    | II. Margit királynő (1972–2024) X. Frigyes király (2024–) | Mette Frederiksen (2019–), lista · * Feröer · Aksel V. Johannesen (2022–), lista · * Grönland Múte B. Egede (2021–2025), lista |
| Egyesült Királyság · parlamentáris monarchia       | III. Károly király (2022–) | Rishi Sunak (2022–2024) · Keir Starmer (2024–), lista · * Észak-Írország · Michelle O’Neill (2024–), első miniszter · * Skócia · Humza Yousaf (2023–2024) · John Swinney (2024–), első miniszter · * Wales · Mark Drakeford (2018–2024) · Vaughan Gething (2024) · Eluned Morgan (2024–), első miniszter · * Gibraltár külbirtok · David Steel (2020–2024) · Ben Bathurst (2024–), kormányzó · Fabian Picardo (2011–), főminiszter |
| Észak-Macedónia · köztársaság                      | Sztevo Pendarovszki (2019–2024) Gordana Sziljanovszka-Davkova (2024–), lista | Dimitar Kovacsevszki (2022–2024) Talat Xhaferi (2024) Hrisztijan Mickoszki (2024–), lista |
| Észtország · köztársaság                           | Alar Karis (2021–), lista | Kaja Kallas (2021–2024) Kristen Michal (2024–), lista |
| Fehéroroszország · köztársaság                     | Aljakszandr Lukasenka (1994–), lista | Raman Halovcsenka (2020–2025), lista |
| Finnország · köztársaság                           | Sauli Niinistö (2012–2024) Alexander Stubb (2024–), lista | Petteri Orpo (2023–), lista · * Åland · Veronica Thörnroos (2019–), lista |
| Franciaország · köztársaság                        | Emmanuel Macron (2017–), lista | Élisabeth Borne (2022–2024) Gabriel Attal (2024) Michel Barnier (2024) François Bayrou (2024–), lista |
| Görögország · köztársaság                          | Ekateríni Szakellaropúlu (2020–2025), lista | Kiriákosz Micotákisz (2023–), lista |
| Grúzia · köztársaság                               | Szalome Zurabisvili (2018–2024) · Miheil Kavelasvili (2024–), lista · * Abházia · Aszlan Bzsania (2020–2024) · Badra Gunba (2024–), ügyvivő, lista · * Dél-Oszétia · Alan Gaglojev (2022–), lista                                                                                              | Irakli Garibasvili (2021–2024) · Irakli Kobakhidze (2024–), lista · * Abházia · Alekszandr Ankvab (2020–2024) · Valerij Bganba (2024–2025), lista · * Dél-Oszétia · Konsztantyin Dzsusszojev (2022–), lista |
| Hollandia · parlamentáris monarchia                | Vilmos Sándor király (2013–) | Mark Rutte (2010–2024)Dick Schoof (2024–), lista |
| Horvátország · köztársaság                         | Zoran Milanović (2020–), lista | Andrej Plenković (2016–), lista |
| Izland · köztársaság                               | Guðni Th. Jóhannesson (2016–2024) Halla Tómasdóttir (2024–), lista | Katrín Jakobsdóttir (2017–2024) Bjarni Benediktsson (2024)Kristrún Frostadóttir (2024–), lista |
| Írország · köztársaság                             | Michael D. Higgins (2011–), lista | Leo Varadkar (2022–2024)Simon Harris (2024–2025), lista |
| Koszovó · köztársaság · nemzetközi igazgatás alatt | Vjosa Osmani (2020–), lista * ENSZ-megbízott Caroline Ziadeh (2022–) | Albin Kurti (2021–), lista |
| Lengyelország · köztársaság                        | Andrzej Duda (2015–), lista | Donald Tusk (2023–), lista |
| Lettország · köztársaság                           | Edgars Rinkēvičs (2023–), lista | Evika Siliņa (2023–), lista |
| Liechtenstein · alkotmányos monarchia              | II. János Ádám herceg (1989–) Alajos herceg régens, (2004–) | Daniel Risch (2021–2025), lista |
| Litvánia · köztársaság                             | Gitanas Nausėda (2019–), lista | Ingrida Šimonytė (2020–2024) Gintautas Paluckas (2024–), lista |
| Luxemburg · parlamentáris monarchia                | Henrik nagyherceg (2000–) | Luc Frieden (2023–), lista |
| Magyarország · köztársaság                         | Novák Katalin (2022–2024) Sulyok Tamás (2024–), lista | Orbán Viktor (2010–), lista |
| Málta · köztársaság                                | George Vella (2019–2024) Myriam Spiteri Debono (2024–), lista | Robert Abela (2020–), lista |
| Moldova · köztársaság                              | Maia Sandu (2020–), lista · * Dnyeszter Menti Köztársaság · Vagyim Krasznoszelszkij (2016–), lista · * Găgăuzia · Evghenia Gutul (2023–), lista | Dorin Recean (2023–), lista · * Dnyeszter Menti Köztársaság · Alekszandr Rozenberg (2022–), lista |
| Monaco · alkotmányos monarchia                     | II. Albert herceg (2005–) | Pierre Dartout (2020–2024)Didier Guillaume (2024–2025), lista |
| Montenegró · köztársaság                           | Jakov Milatović (2023–), lista | Milojko Spajić (2023–), lista |
| Németország · szövetségi köztársaság               | Frank-Walter Steinmeier (2017–), lista | Olaf Scholz (2021–2025), lista |
| Norvégia · parlamentáris monarchia                 | V. Harald király (1991–) | Jonas Gahr Støre (2021–), lista |
| Olaszország · köztársaság                          | Sergio Mattarella (2015–), lista | Giorgia Meloni (2022–), lista |
| Oroszország · szövetségi köztársaság               | Vlagyimir Putyin (2012–), lista | Mihail Misusztyin (2020–), lista |
| Örményország · köztársaság                         | Vahagn Hacsaturján (2022–), lista | Nikol Pasinján (2018–), lista |
| Portugália · köztársaság                           | Marcelo Rebelo de Sousa (2016–), lista | António Costa (2015–2024)Luís Montenegro (2024–), lista |
| Románia · köztársaság                              | Klaus Johannis (2014–2025), lista | Marcel Ciolacu (2023–), lista |
| San Marino · köztársaság                           | Filippo Tamagnini és Gaetano Troina (2023–2024) Alessandro Rossi és Milena Gasperoni (2024) Dalibor Riccardi és Francesca Civerchia (2024–2025), régenskapitányok | a két régenskapitány egyben kormányfő is |
| Spanyolország · parlamentáris monarchia            | VI. Fülöp király (2014–) | Pedro Sánchez Pérez-Castejón (2018–), lista * Katalónia Pere Aragonès (2020–), elnök |
| Svájc · konföderáció                               | Szövetségi Tanács * Beat Jans (2023–) * Albert Rösti (2022–) * Elisabeth Baume-Schneider (2022–) * Viola Amherd (2019–2025), elnök * Karin Keller-Sutter (2019–) * Ignazio Cassis (2017–) * Guy Parmelin (2015–)                                                                               | A Szövetségi Tanács látja el a kormányzati feladatokat is |
| Svédország · parlamentáris monarchia               | XVI. Károly Gusztáv király (1973–) | Ulf Kristersson (2022–), lista |
| Szerbia · köztársaság                              | Aleksandar Vučić (2017–), lista | Ana Brnabić (2017–2024) Ivica Dačić (2024) Miloš Vučević (2024–2025), lista |
| Szlovákia · köztársaság                            | Zuzana Čaputová (2019–2024), listaPeter Pellegrini (2024–) | Robert Fico (2023–), lista |
| Szlovénia · köztársaság                            | Nataša Pirc Musar (2022–), lista | Robert Golob (2022–), lista |
| Ukrajna · köztársaság                              | Volodimir Zelenszkij (2019–), lista | Denisz Smihal (2020–), lista |
| Vatikán · teokratikus monarchia                    | Ferenc pápa (2013–2025), lista | Pietro Parolin (2013–), lista |

## Afrika
| Ország                                        | Államfő | Kormányfő |
| --------------------------------------------- | --- | --- |
| Algéria · köztársaság                         | Abd el-Madzsíd Tebbún (2019–), lista | Nadir Larbaoui (2023–), lista                                                                                         |
| Angola · köztársaság                          | João Lourenço (2017–), lista | Fernando da Piedade Dias dos Santos alelnök, (2012–), lista                                                           |
| Benin · köztársaság                           | Patrice Talon (2016–), lista | az elnök tölti be a kormányfői posztot                                                                                |
| Bissau-Guinea · köztársaság                   | Umaro Sissoco Embaló (2020–), lista | Rui Duarte de Barros (2023–), lista                                                                                   |
| Botswana · köztársaság                        | Mokgweetsi Masisi (2018–2024) Duma Boko (2024–), lista | elnök tölti be a kormányfői beosztást is                                                                              |
| Burkina Faso · köztársaság                    | Ibrahim Traoré (2022–), lista | Apollinaire de Tambèla (2022–2024) Jean Emmanuel Ouedraogo (2024–), lista                                             |
| Burundi · köztársaság                         | Évariste Ndayishimiye (2020–), lista | Gervais Ndirakobuca (2022–), lista                                                                                    |
| Comore-szigetek · köztársaság                 | Azali Assoumani (2016–), lista * Anjouan Abdallah Mohamed (2018–), ügyvivő, lista * Grande Comore Hassani Hamadi (2016–), lista * Mohéli Mohamed Said Fazul (2016–), lista                   | elnök tölti be a kormányfői beosztást is                                                                              |
| Csád · köztársaság                            | Mahamat Idriss Déby (2021–), lista | Saleh Kebzabo (2022–2024) Succès Masra (2024) Allamaye Halina (2024–), lista                                          |
| Dél-afrikai Köztársaság · köztársaság         | Cyril Ramaphosa (2018–), lista | elnök tölti be a kormányfői beosztást is                                                                              |
| Dél-Szudán · köztársaság                      | Salva Kiir Mayardit (2011–), lista | elnök tölti be a kormányfői beosztást is                                                                              |
| Dzsibuti · köztársaság                        | Ismail Omar Guelleh (1999–), lista | Abdoulkader Kamil Mohamed (2013–), lista                                                                              |
| Egyenlítői-Guinea · köztársaság               | Teodoro Obiang Nguema Mbasogo (1979–), lista | Manuela Roka Botey (2023–2024) Manuel Osa Nsue Nsua (2024–), lista                                                    |
| Egyiptom · köztársaság                        | Abdel Fattah al-Szíszi (2014–), lista | Mosztafa Madbúli (2018–), lista                                                                                       |
| Elefántcsontpart · köztársaság                | Alassane Ouattara (2010–), lista | Robert Beugré Mambé (2023–), lista                                                                                    |
| Eritrea · köztársaság                         | Isaias Afewerki (1991–), lista | elnök tölti be a kormányfői posztot is                                                                                |
| Etiópia · köztársaság                         | Sahle-Work Zewde (2018–2024) Taye Atske Selassie (2024–), lista | Abij Ahmed (2018–), lista                                                                                             |
| Gabon · köztársaság                           | Brice Oligui (2023–), lista | Raymond Ndong Sima (2023–2025), lista                                                                                 |
| Gambia · köztársaság                          | Adama Barrow (2017–), lista | elnök tölti be a kormányfői posztot is                                                                                |
| Ghána · köztársaság                           | Nana Akufo-Addo (2017–2025), lista | elnök tölti be a kormányfői posztot is                                                                                |
| Guinea · köztársaság                          | Mamady Doumbouya (2021–), lista | Bernard Gomou (2022–2024) Bah Oury (2024–), lista                                                                     |
| Kamerun · köztársaság                         | Paul Biya (1982–), lista | Joseph Dion Ngute (2019–), lista                                                                                      |
| Kenya · köztársaság                           | William Ruto (2022–), lista | az elnök tölti be a kormányfői posztot is                                                                             |
| Kongói Köztársaság · köztársaság              | Denis Sassou-Nguesso (1997–), lista | Anatole Collinet Makosso (2021–), lista                                                                               |
| Kongói Demokratikus Köztársaság · köztársaság | Félix Tshisekedi (2019–), lista | Sama Lukonde Kyenge (2021–2024) Judith Suminwa Tuluka (2024–), lista                                                  |
| Közép-afrikai Köztársaság · köztársaság       | Faustin-Archange Touadéra (2016–), lista | Félix Moloua (2022–), lista                                                                                           |
| Lesotho · alkotmányos monarchia               | III. Letsie király (1996–) | Sam Matekane (2022–), lista                                                                                           |
| Libéria · köztársaság                         | George Weah (2018–2024) Joseph Boakai (2024–), lista | elnök tölti be a kormányfői posztot is                                                                                |
| Líbia · köztársaság                           | Mohamed Ál Menfi, a Líbiai Elnöki Tanács elnöke, (2021–), lista | * Nemzeti Egységkormány: Abdul Hamíd Dbeibeh (2021–) * Képviselőház választotta: Fáthi Basaga (2022–), lista          |
| Madagaszkár · köztársaság                     | Andry Rajoelina (2023–), lista | Christian Ntsay (2018–), lista                                                                                        |
| Malawi · köztársaság                          | Lazarus Chakwera (2020–), lista | elnök tölti be a kormányfői posztot is                                                                                |
| Mali · köztársaság                            | Assimi Goita (2021–), lista | Choguel Maïga (2023–2024) Abdoulaye Maïga (2024–), lista                                                              |
| Marokkó · alkotmányos monarchia               | VI. Mohammed király (1999–) · * Nyugat-Szahara · Ibrahim Ghali (2016–), ügyvivő | Aziz Ahannus (2021–), lista · * Nyugat-Szahara · Mohamed Váli Akejk (2018–)                                           |
| Mauritánia · köztársaság                      | Mohamed Sejk El Gazuáni (2019–), lista | Mohamed Uld Bilal (2020–2024) Mokhtar Ould Diay (2024–), lista                                                        |
| Mauritius · köztársaság                       | Pradeep Roopun (2019–), lista * Rodrigues Johnson Roussety (2022–), főbiztos | Pravind Jugnauth (2017–2024) Navin Ramgoolam (2024–), lista * Rodrigues Jean-Claude Pierre-Louis (2022–), főminiszter |
| Mozambik · köztársaság                        | Filipe Nyusi (2015–2025) Daniel Chapo (2025–), lista | Adriano Maleiane (2022–2025), lista                                                                                   |
| Namíbia · köztársaság                         | Hage Geingob (2015–2024) Nangolo Mbumba (2024–2025), ideiglenes, lista | Saara Kuugongelwa-Amadhila (2015–2024) Nangolo Mbumba (2024–2025), lista                                              |
| Niger · köztársaság                           | Abdourahamane Tchiani (2023–), lista | Ali Lamine Zène (2023–), lista                                                                                        |
| Nigéria · köztársaság                         | Bola Tinubu (2023–), lista | elnök tölti be a kormányfői posztot is                                                                                |
| Ruanda · köztársaság                          | Paul Kagame (2000–), lista | Edouard Ngirente (2017–), lista                                                                                       |
| São Tomé és Príncipe · köztársaság            | Carlos Vila Nova (2021–), lista | Patrice Trovoada (2022–2025), lista * Príncipe (régió) Filipe Nascimento (2020–), kormányfő                           |
| Seychelle-szigetek · köztársaság              | Wavel Ramkalawan (2020–), lista | elnök tölti be a kormányfői posztot is                                                                                |
| Sierra Leone · köztársaság                    | Julius Maada Bio (2018–), lista | elnök tölti be a kormányfői posztot is                                                                                |
| Szenegál · köztársaság                        | Macky Sall (2012–2024) Bassirou Diomaye Faye (2024–), lista | Amadou Ba (2022–2024) Sidiki Kaba (2024) Ousmane Sonko (2024–), lista                                                 |
| Szomália · köztársaság                        | Hassan Sheikh Mohamud (2022–), lista · * Szomáliföld · Musa Bihi Abdi (2017–2024) · Abdirahman Irro (2024–), Szomáliföld elnöke · * Puntföld · Szaid Abdullahi Deni (2019–), Puntföld elnöke | Hamza Abdi Barre (2022–), lista                                                                                       |
| Szudán · köztársaság                          | Abd el-Fattáh el-Burhán (2019–), az Átmeneti Katonai Tanács elnöke, lista | Oszman Huszein (2022–2025), lista                                                                                     |
| Szváziföld · abszolút monarchia               | III. Mswati király (1986–) | Russel Dlamini (2023–), lista                                                                                         |
| Tanzánia · köztársaság                        | Samia Suluhu Hassan (2021–), lista · * Zanzibár · Hussein Mwinyi (2020–), elnökök listája | Kassim Majaliwa (2015–), lista                                                                                        |
| Togo · köztársaság                            | Faure Gnassingbé (2005–2025), lista | Victoire Tomegah Dogbé (2020–2025), lista                                                                             |
| Tunézia · köztársaság                         | Kaisz Szaíd (2019–), lista | Ahmed Hacsáni (2023–2024) Kamel Maddúri (2024–2025), lista                                                            |
| Uganda · köztársaság                          | Yoweri Museveni (1986–), lista | Robinah Nabbanja (2021–), lista                                                                                       |
| Zambia · köztársaság                          | Hakainde Hichilema (2021–), lista | elnök tölti be a kormányfői posztot is                                                                                |
| Zimbabwe · köztársaság                        | Emmerson Mnangagwa (2017–), lista | elnök tölti be a kormányfői posztot is                                                                                |
| Zöld-foki Köztársaság · köztársaság           | José Maria Neves (2021–), lista | Ulisses Correia e Silva (2016–), lista                                                                                |

## Dél-Amerika
| Ország                                               | Államfő                                  | Kormányfő                                                    |
| ---------------------------------------------------- | ---------------------------------------- | ------------------------------------------------------------ |
| Argentína · köztársaság                              | Javier Milei (2023–), lista              | elnök tölti be a kormányfői posztot is                       |
| Bolívia · köztársaság                                | Luis Arce (2020–), lista                 | elnök tölti be a kormányfői posztot is                       |
| Brazília · köztársaság                               | Luiz Inácio Lula da Silva (2023–), lista | elnök tölti be a kormányfői posztot is                       |
| Chile · köztársaság                                  | Gabriel Boric (2022–), lista             | elnök tölti be a kormányfői posztot is                       |
| Ecuador · köztársaság                                | Daniel Noboa (2023–), lista              | elnök tölti be a kormányfői posztot is                       |
| Falkland-szigetek · az Egyesült Királyság külbirtoka | Alison Blake (2022–), kormányzó, lista   | Keith Padgett (2012–), főminiszter, lista                    |
| Guyana · köztársaság                                 | Irfaan Ali (2020–), lista                | Mark Phillips (2020–), lista                                 |
| Kolumbia · köztársaság                               | Gustavo Petro (2022–) , lista            | elnök tölti be a kormányfői posztot is                       |
| Paraguay · köztársaság                               | Santiago Peña (2023–), lista             | elnök tölti be a kormányfői posztot is                       |
| Peru · köztársaság                                   | Dina Boluarte (2022–), lista             | Alberto Otárola (2022–2024) Gustavo Adrianzén (2024–), lista |
| Suriname · köztársaság                               | Chandrikapersad Santokhi (2020–), lista  | elnök tölti be a kormányfői posztot is                       |
| Uruguay · köztársaság                                | Luis Lacalle Pou (2020–2025), lista      | elnök tölti be a kormányfői posztot is                       |
| Venezuela · köztársaság                              | Nicolás Maduro (2013–), lista            | elnök tölti be a kormányfői posztot is                       |

## Észak- és Közép-Amerika
| Ország                                                                  | Államfő | Kormányfő |
| ----------------------------------------------------------------------- | --- | --- |
| Amerikai Egyesült Államok · köztársaság                                 | Joe Biden (2021–2025), lista · * Puerto Rico az USA társult állama · Pedro Pierluisi (2021–2025), lista · * Amerikai Virgin-szigetek az USA külbirtoka · Albert Bryan kormányzó (2019–), lista | elnök tölti be a kormányfői posztot is                                                                           |
| Anguilla · az Egyesült Királyság tengerentúli területe                  | Julia Crouch (2023–), kormányzó | Ellis Webster (2020–2025), lista                                                                                 |
| Antigua és Barbuda · parlamentáris monarchia                            | III. Károly király (2022–) Sir Rodney Williams (2014–), főkormányzó | Gaston Browne (2014–), lista                                                                                     |
| Aruba · Hollandia társult állama                                        | Vilmos Sándor király Aruba királya (2013–) Alfonso Boekhoudt (2017–), főkormányzó | Evelyn Wever-Croes (2017–2025), lista                                                                            |
| Bahama-szigetek · parlamentáris monarchia                               | III. Károly király (2022–) Cornelius A. Smith (2019–), főkormányzó | Philip Davis (2021–), lista                                                                                      |
| Barbados · köztársaság                                                  | Sandra Mason (2021–), elnök | Mia Mottley (2018–), lista                                                                                       |
| Belize · parlamentáris monarchia                                        | III. Károly király (2022–) Froyla Tzalam (2021–), főkormányzó | Johnny Briceño (2020–), lista                                                                                    |
| Bermuda · Nagy-Britannia külbirtoka                                     | III. Károly király (2022–) Rena Lalgie (2020–), lista | David Burt (2017–), lista                                                                                        |
| Bonaire · Hollandia különleges községe                                  | Vilmos Sándor király Bonaire királya (2013–) Nolly Oleana (2023–2024), ügyvivő John Soliano (2024–), adminisztrátor                                                                            | |
| Brit Virgin-szigetek · az Egyesült Királyság tengerentúli területe      | John Rankin (2021–2024) Daniel Pruce (2024–), főkormányzó | Natalio Wheatley (2022–), lista                                                                                  |
| Costa Rica · köztársaság                                                | Rodrigo Chaves (2022–), lista | elnök tölti be a kormányfői posztot is                                                                           |
| Curaçao · Hollandia társult állama                                      | Vilmos Sándor király Curaçao királya (2013–) Lucille George-Wout (2013–), főkormányzó | Gilmar Pisas (2021–), lista                                                                                      |
| Dominikai Közösség · köztársaság                                        | Sylvanie Burton (2023–), lista | Roosevelt Skerrit (2004–), lista                                                                                 |
| Dominikai Köztársaság · köztársaság                                     | Luis Abinader (2020–), lista | elnök tölti be a kormányfői posztot is                                                                           |
| Salvador · köztársaság                                                  | Claudia Rodríguez de Guevara (2023–), ügyvivő, lista | elnök tölti be a kormányfői posztot is                                                                           |
| Grenada · parlamentáris monarchia                                       | III. Károly király (2022–) Cécile La Grenade (2013–), főkormányzó | Dickon Mitchell (2022–), lista                                                                                   |
| Guatemala · köztársaság                                                 | Alejandro Giammattei (2020–2024) Bernardo Arévalo (2024–), lista | elnök tölti be a kormányfői posztot is                                                                           |
| Haiti · köztársaság                                                     | Ariel Henry (2021–2024) Leblanc Fils (2024) Leslie Voltaire (2024–), lista | Ariel Henry (2021–2024) Michel Patrick Boisvert (2024) Garry Conille (2024) Alix Didier Fils-Aimé (2024–), lista |
| Honduras · köztársaság                                                  | Xiomara Castro (2022–), lista | elnök tölti be a kormányfői posztot is                                                                           |
| Jamaica · parlamentáris monarchia                                       | III. Károly király (2022–) Patrick Allen (2009–), főkormányzó | Andrew Holness (2016–), lista                                                                                    |
| Kajmán-szigetek · Nagy-Britannia külbirtoka                             | III. Károly király (2022–) Martyn Roper (2018–), lista | Juliana O'Connor-Connolly (2023–2025), lista                                                                     |
| Kanada · parlamentáris monarchia                                        | III. Károly király (2022–) Mary Simon (2021–), főkormányzó | Justin Trudeau (2015–2025), lista                                                                                |
| Kuba · népköztársaság                                                   | Miguel-Díaz Canel (2018–), lista | Manuel Marrero Cruz (2019–), lista                                                                               |
| Mexikó · köztársaság                                                    | Andrés Manuel López Obrador (2018–2024) Claudia Sheinbaum (2024–), lista | elnök tölti be a kormányfői posztot is                                                                           |
| Montserrat · az Egyesült Királyság tengerentúli területe                | Sarah Tucker (2022–), kormányzó | Easton Taylor-Farrell (2019–2024) Reuben Meade (2024–), lista                                                    |
| Nicaragua · köztársaság                                                 | Daniel Ortega (2007–), lista | elnök tölti be a kormányfői posztot is                                                                           |
| Panama · köztársaság                                                    | Laurentino Cortizo (2019–2024) José Raúl Mulino (2024–), lista | elnök tölti be a kormányfői posztot is                                                                           |
| Saint-Barthélemy · Franciaország külbirtoka                             | Vincent Berton (2022–2025), prefektus | Xavier Lédée (2022–), Saint Barthélemy területi tanácsának elnöke                                                |
| Saint Kitts és Nevis · parlamentáris monarchia                          | III. Károly király (2022–) Marcella Liburd (2023–), főkormányzó * Nevis Marjorie Morton (2017–), főkormányzó-helyettes                                                                         | Terrance Drew (2022–), lista * Nevis Mark Brantley (2017–), főminiszter                                          |
| Saint Lucia · parlamentáris monarchia                                   | III. Károly király (2022–) Errol Charles (2021–), ügyvivő, főkormányzó | Philip J. Pierre (2021–), lista                                                                                  |
| Saint-Martin · Franciaország külbirtoka                                 | Vincent Berton (2022–), prefektus | Louis Mussington (2022–), Saint-Martin területi tanácsának elnöke                                                |
| Saint-Pierre és Miquelon Franciaország külbirtoka                       | Bruno André (2023–), prefektus | Bernard Briand (2020–), Saint Pierre és Miquelon területi tanácsának elnöke                                      |
| Saint Vincent és a Grenadine-szigetek · parlamentáris monarchia         | III. Károly király (2022–) Susan Dougan (2019–), főkormányzó | Ralph Gonsalves (2001–), lista                                                                                   |
| Sint Maarten · Hollandia társult állama                                 | Vilmos Sándor király Sint Maarten királya (2013–) Ajamu G. Baly (2022–), főkormányzó | Silveria Jacobs (2019–2024) Luc Mercelina (2024–), lista                                                         |
| Trinidad és Tobago · köztársaság                                        | Christine Kangaloo (2023–), lista * Tobago (autonóm sziget) Farley Chavez Augustine (2021–), Tobago Közgyűlése elnöke                                                                          | Keith Rowley (2015–2025), lista                                                                                  |
| Turks- és Caicos-szigetek · az Egyesült Királyság tengerentúli területe | III. Károly király (2022–) Nigel Dakin (2019–), kormányzó | Washington Misick (2021–), lista                                                                                 |

## Ázsia
| Ország                                       | Államfő | Kormányfő |
| -------------------------------------------- | --- | --- |
| Afganisztán · iszlám emírség                 | Hibatulla Ahundzáda (2021–), lista | Mohammad Haszán (2023–), lista |
| Bahrein · alkotmányos monarchia              | Hamad király (1999–) | Szalmán ibn Hamad Ál Halífa (2020–), lista |
| Banglades · köztársaság                      | Shahabuddin Chuppu (2023–), lista | Haszina Vazed (2009–), lista |
| Bhután · abszolút monarchia                  | Dzsigme Keszar Namgyel Vangcsuk király (2006–) | Lotaj Csering (2018–2023) Csering Tobgaj (2024–), lista |
| Brunei · abszolút monarchia                  | Hassanal Bolkiah szultán (1967–) | a szultán tölti be a kormányfői posztot is |
| Dél-Korea · köztársaság                      | Jun Szogjol (2022–2025), lista | Han Dokszu (2022–2025), lista |
| Egyesült Arab Emírségek · abszolút monarchia | Mohamed bin Zájed Ál Nahaján (2022–), lista * Abu-Dzabi Mohamed bin Zájed Ál Nahaján (2022–) * Adzsmán Humajd ibn Rásid an-Nuajmi (1981–) * Dubaj Muhammad ibn Rásid Ál Maktúm (2006–) * Fudzsejra Hamad ibn Muhammad as-Sarki (1974–) * Rász el-Haima Szaúd ibn Szakr al-Kászimi (2010–) * Sardzsa Szultán ibn Muhammad al-Kászimi (1972–) * Umm al-Kajvajn Szaúd ibn Rásid al-Mualla (2009–) | Mohammed ibn Rásid Ál Maktúm (2006–), lista |
| Észak-Korea · népköztársaság                 | Kim Dzsongun (2011–), pártfőtitkár, országvezető Cso Rjong He (2019–), Legfelső Népi Gyűlés elnöke | Kim Dokhun (2020–), lista |
| Fülöp-szigetek · köztársaság                 | Bongbong Marcos (2022–), lista * Mindanao Mujiv Hataman (2011–), kormányzó | elnök tölti be a kormányfői posztot is |
| India · köztársaság                          | Draupadi Murmu (2022–), lista | Narendra Modi (2014–), lista |
| Indonézia · köztársaság                      | Joko Widodo (2014–2024) Prabowo Subianto (2024–), lista | elnök tölti be a kormányfői posztot is |
| Irak · köztársaság                           | Abdul Latif Rasíd (2022–), lista * Kurdisztán Necsirván Bárzáni (2019–) | Mohammed Sia asz-Szudáni (2022–), lista * Kurdisztán Maszrúr Bárzáni (2019–) |
| Irán · köztársaság                           | Ali Hámenei (1989–), legfelsőbb vallási-szellemi vezető Ebrahim Raiszi (2021–2024) Mohammad Mokhber (2024), ügyvivő Maszud Pezeskian (2024–), elnök | elnök tölti be a kormányfői posztot is |
| Izrael · köztársaság                         | Jichák Hercog (2021–), lista | Benjámín Netanjáhú (2022–), lista |
| Japán · parlamentáris monarchia              | Naruhito császár (2019–) | Kisida Fumio (2021–2024) Isiba Sigeru (2024–), lista |
| Jemen · köztársaság                          | Rasad al-Alími (2022–), lista Legfelső Politikai Tanács (el nem ismert rivális kormányzat) Mahdi am-Masat (2018–), a Legfelsőbb Politikai Tanács elnöke | Maín Abdulmalik Szaíd (2018–2024) Ahmad Avad bin Mubarak (2024–2025), lista Legfelső Politikai Tanács (el nem ismert rivális kormányzat) Abdul Azíz Bin Habtúr (2016–2024) Ahmad al-Rahawi (2024–)                                          |
| Jordánia · alkotmányos monarchia             | II. Abdullah király (1999–) | Biser Khaszaune (2020–2024) Dzsafar Haszan (2024–), lista |
| Kambodzsa · parlamentáris monarchia          | Norodom Szihamoní király (2004–) | Hun Manet (2023–), lista |
| Katar · abszolút monarchia                   | Tamím ibn Hamad Ál Száni emír (2013–) | Mohammed bin Abdulrahman Al Thani (2023–), lista |
| Kazahsztán · köztársaság                     | Kaszim-Zsomart Kemeluli Tokajev (2019–), lista | Alijhan Szmajilov (2022–2024) Roman Szkljar (2024), ügyvivő Olzsasz Bektenov (2024–), lista |
| Kelet-Timor · köztársaság                    | José Ramos-Horta (2022–), lista | Xanana Gusmão (2023–), lista |
| Kína · népköztársaság                        | Hszi Csin-ping pártfőtitkár (2012–) Hszi Csin-ping (2013–), államelnök | Li Csiang (2023–), lista · * Hongkong · John Lee (2022–), főminiszter · * Makaó · Ho Jat-szeng (2019–2024) · Szem Hu-faj (2024–), főminiszter                                                                                               |
| Kirgizisztán · köztársaság                   | Szadir Dzsaparov (2021–), lista | Akilbek Dzsaparov (2021–2024) Adilbek Kaszimalijev (2024–), ügyvivő, lista |
| Kuvait · alkotmányos monarchia               | Misál kuvaiti emír (2023–) | Ahmad Navaf al-Ahmad asz-Szabáh (2022–2024) Mohammed Szabáh al-Szalim asz-Szabáh (2024) Ahmad Abdullah al-Ahmad al-Szabáh (2024–), lista |
| Laosz · népköztársaság                       | Thonglun Sziszulith (2021–), elnök Thonglun Sziszulith (2021–), pártfőtitkár | Szonekszaj Sziphandone (2022–), lista |
| Libanon · köztársaság                        | Nadzsib Mikati (2022–2025), ügyvivő, lista | Nadzsib Mikati (2021–2025), lista |
| Malajzia · parlamentáris monarchia           | Tengku Abdullah szultán (2019–2024) Ibrahim Ismail szultán (2024–) | Anwar Ibrahim (2022–), lista |
| Maldív-szigetek · köztársaság                | Mohamed Muizzu (2023–), lista | elnök tölti be a kormányfői posztot is |
| Mianmar · köztársaság                        | Min Aung Hlaing tábornok, Adminisztrációs Államtanács, (2021–), lista | Min Aung Hlaing (2021–), ügyvivő, lista |
| Mongólia · köztársaság                       | Uhnágín Hürelszüh (2021–), lista | Luvszannamszráj Ojun-Erdene (2021–), lista |
| Nepál · köztársaság                          | Rám Csandra Paudel (2023–), elnök | Pushpa Kamal Dahal (2022–2024) K.P. Sharma Oli (2024–), lista |
| Omán · abszolút monarchia                    | Hajszam szultán (2020–) | a szultán tölti be a miniszterelnöki posztot is |
| Pakisztán · köztársaság                      | Arif Alvi (2018–2024) Asif Ali Zardari (2024–), lista | Anwarul Hakk Kakar (2023–2024) Shahbaz Sharif (2024–), ideiglenes, lista |
| Palesztina · köztársaság                     | Mahmúd Abbász (2005–), lista | Mohammad Stajjeh (2019–2024) Mohammad Musztafa (2024–), lista |
| Srí Lanka · köztársaság                      | Ranil Wickremeszinghe (2022–2024) Anura Kumara Dissanayake (2024–), lista | Dines Gunavardena (2022–2024) Harini Amarasuriya (2024–), lista |
| Szaúd-Arábia · abszolút monarchia            | Szalman király (2015–) | a király egyben a kormányfő is |
| Szingapúr · köztársaság                      | Tharman Shanmugaratnam (2023–), lista | Li Hszien Lung (2004–2024) Lawrence Wong (2024–), lista |
| Szíria · köztársaság                         | Bassár el-Aszad (2000–2024) Ahmed Huszejn es-Sar (de facto vezető, 2024–2025) lista Hadi al-Bahra (2023–), a Szíriai Nemzeti Koalíció elnöke | Huszein Arnúsz (2020–2024) Muhammad Gázi al-Dzsalali (2024) Mohamed el-Basír (2024–), lista Szíria Ideiglenes Kormánya (részben elismert, rivális kormány 2024-ig) Abdurrahman Musztafa (2019–), a Szíriai Nemzeti Koalíció miniszterelnöke |
| Tajvan · köztársaság                         | Caj Jing-ven (2016–2024) Laj Csing-te (2024–), lista | Csen Csien-jen (2023–2024) Cso Dzsung-taj (2024–), lista |
| Tádzsikisztán · köztársaság                  | Emomali Rahmon (1992–), lista | Kohir Raszulzoda (2013–), lista * Hegyi-Badahsán autonóm terület Aliser Hudojberdi (2021–), kormányzó |
| Thaiföld · parlamentáris monarchia           | Vadzsiralongkorn király (2016–) | Szrettha Thaviszin (2023–2024) Phethongthán Csinavat (2024–), lista |
| Törökország · köztársaság                    | Recep Tayyip Erdoğan (2014–), lista | az elnök tölti be a kormányfői beosztást is |
| Türkmenisztán · köztársaság                  | Serdar Berdimuhamedow (2022–), lista | elnök tölti be a kormányfői beosztást is |
| Üzbegisztán · köztársaság                    | Shavkat Mirziyoyev (2016–), lista * Karakalpaksztán Musa Yerniyazov (2002–), elnök | Abdulla Aripov (2016–), lista * Karakalpaksztán Kakhraman Szarijev (2016–), miniszterelnök |
| Vietnám · népköztársaság                     | Nguyễn Phú Trọng (2011–2024) To Lam (2024–), pártfőtitkár Võ Văn Thưởng (2023–2024) Vo Thi Anh Xuan (2024) To Lam (2024) Luong Cuong (2024–), államfő | Pham Minh Chinh (2021–), lista |

## Óceánia
| Ország                                            | Államfő | Kormányfő |
| ------------------------------------------------- | --- | --- |
| Amerikai Szamoa · az USA külbirtoka               | Lemanu Peleti Mauga (2021–2025), kormányzó | kormányzó tölti be a kormányfői posztot is |
| Ausztrália · parlamentáris monarchia              | III. Károly király (2022–) · David Hurley (2019–2024) · Sam Mostyn (2024–), főkormányzó · * Karácsony-sziget Ausztrália külterülete · Barry Haase (2014–), adminisztrátor · * Kókusz (Keeling)-szigetek Ausztrália külterülete · Barry Haase (2014–), adminisztrátor · * Norfolk-sziget Ausztrália külbirtoka · Owen Walsh (2007–), adminisztrátor | Anthony Albanese (2022–), lista · * Norfolk-sziget Ausztrália külbirtoka · Lisle Snell (2013–), főminiszter |
| Északi-Mariana-szigetek · Az USA társult állama   | Arnold Palacios (2023–), kormányzó | kormányzó tölti be a kormányfői posztot is |
| Fidzsi-szigetek · köztársaság                     | Ratu Wiliame Katonivere (2021–2024) Ratu Naiqama Lalabalavu (2024–), lista | Sitiveni Rabuka (2022–), lista |
| Francia Polinézia · Franciaország külterülete     | Éric Spitz (2022–) főbiztos | Moetai Brotherson (2023–), lista |
| Guam · az USA külbirtoka                          | Lou Guerrero (2023–), kormányzó | |
| Kiribati · köztársaság                            | Taneti Maamau (2016–), lista | elnök tölti be a kormányfői posztot is |
| Marshall-szigetek · köztársaság                   | David Kabua (2020–2024) Hilda C. Heine (2024–), lista | elnök tölti be a kormányfői posztot is |
| Mikronézia · köztársaság                          | Wesley W. Simina (2023–), lista | elnök tölti be a kormányfői posztot is |
| Nauru · köztársaság                               | David Adeang (2023–), lista | elnök tölti be a kormányfői posztot is |
| Palau · köztársaság                               | Surangel Whipps (2020–), lista | |
| Pápua Új-Guinea · parlamentáris monarchia         | III. Károly király (2022–) Bob Dadae (2017–), főkormányzó, lista * Bougainville autonóm terület Ishmael Toroama (2020–), lista | James Marape (2019–), lista |
| Pitcairn-szigetek · Egyesült Királyság külbirtoka | III. Károly király (2022–) Iona Thomas (2022–), kormányzó | Simon Young (2023–), polgármester |
| Salamon-szigetek · parlamentáris monarchia        | III. Károly király (2022–) David Vunagi (2019–2024) David Tiva Kapu (2024–), főkormányzó | Manasseh Sogavare (2019–2024) Jeremiah Manele (2024–), lista |
| Szamoa · parlamentáris monarchia                  | Tuimaleali'ifano Va'aletoa Sualauvi II király (2017–) | Fiame Naomi Mata'afa (2021–), lista |
| Tonga · alkotmányos monarchia                     | VI. Tupou király (2012–) | Siaosi Sovaleni (2021–2024) Samiu Vaipulu (2024–2025), lista |
| Tuvalu · parlamentáris monarchia                  | III. Károly király (2022–) Tofiga Falani (2021–), főkormányzó | Kausea Natano (2019–2024) Feleti Teo (2024–) , lista |
| Új-Kaledónia · Franciaország külterülete          | Patrice Faure (2021–2025), főbiztos | Louis Mapou (2021–2025), lista |
| Új-Zéland · parlamentáris monarchia               | III. Károly király (2022–) · Cindy Kiro (2021–), főkormányzó · * Cook-szigetek Új-Zéland társult állama · Tom Marsters (2013–2024) a királynő képviselője · * Niue Új-Zéland társult állama · Kirk Yates (2018–), főbiztos · * Tokelau-szigetek Új-Zéland területe · Don Higgins (2022–), adminisztrátor                                           | Christopher Luxon (2023–), lista · * Cook-szigetek Új-Zéland autonóm területe · Mark Brown (2020–), lista · * Niue Új-Zéland társult állama · Dalton Tagelagi (2020–), miniszterelnök · * Tokelau-szigetek Új-Zéland területe · Afega Gaualofa (2018–), lista |
| Vanuatu · köztársaság                             | Nikenike Vurobaravu (2022–), lista | Charlot Salwai (2023–2025), lista |
| Wallis és Futuna Franciaország külterülete        | Hervé Jonathan (2021–), főadminisztrátor | Munipoese Muli’aka’aka (2022–), a Közgyűlés elnöke |